# Donkioporia
Donkioporia là một chi nấm trong họ Fomitopsidaceae. Loài điển hình, Donkioporia expansa, là loài duy nhất trong chi.